# Pietà

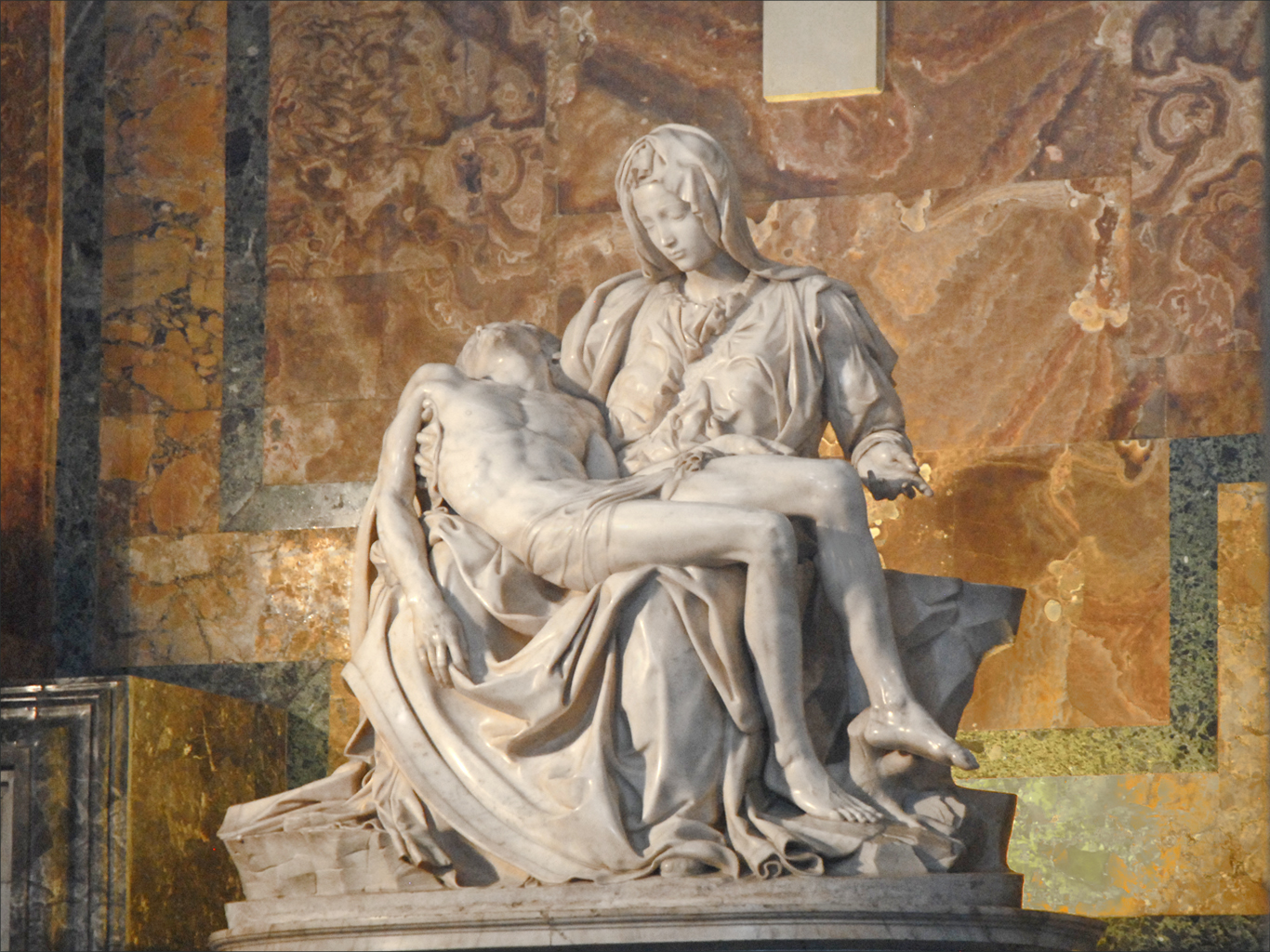
Sculptura „Pietà”, de Michelangelo, din bazilica "Sf. Petru" (Vatican)

Pietà este o pictură sau o sculptură creștină care o reprezintă pe Madona ținându-și Fiul mort pe genunchi sau în brațe. Există numeroase reprezentări plastice ale scenei „Pietà”. 
Cea mai cunoscută este sculptura „Pietà” a lui Michelangelo din Bazilica Sfântul Petru din Roma. 
„Pietà” este una dintre una dintre primele capodopere ale pictorului Giovanni Bellini (1465), în prezent la Galeria de Artă Brera din Milano.

## Galerie de imagini

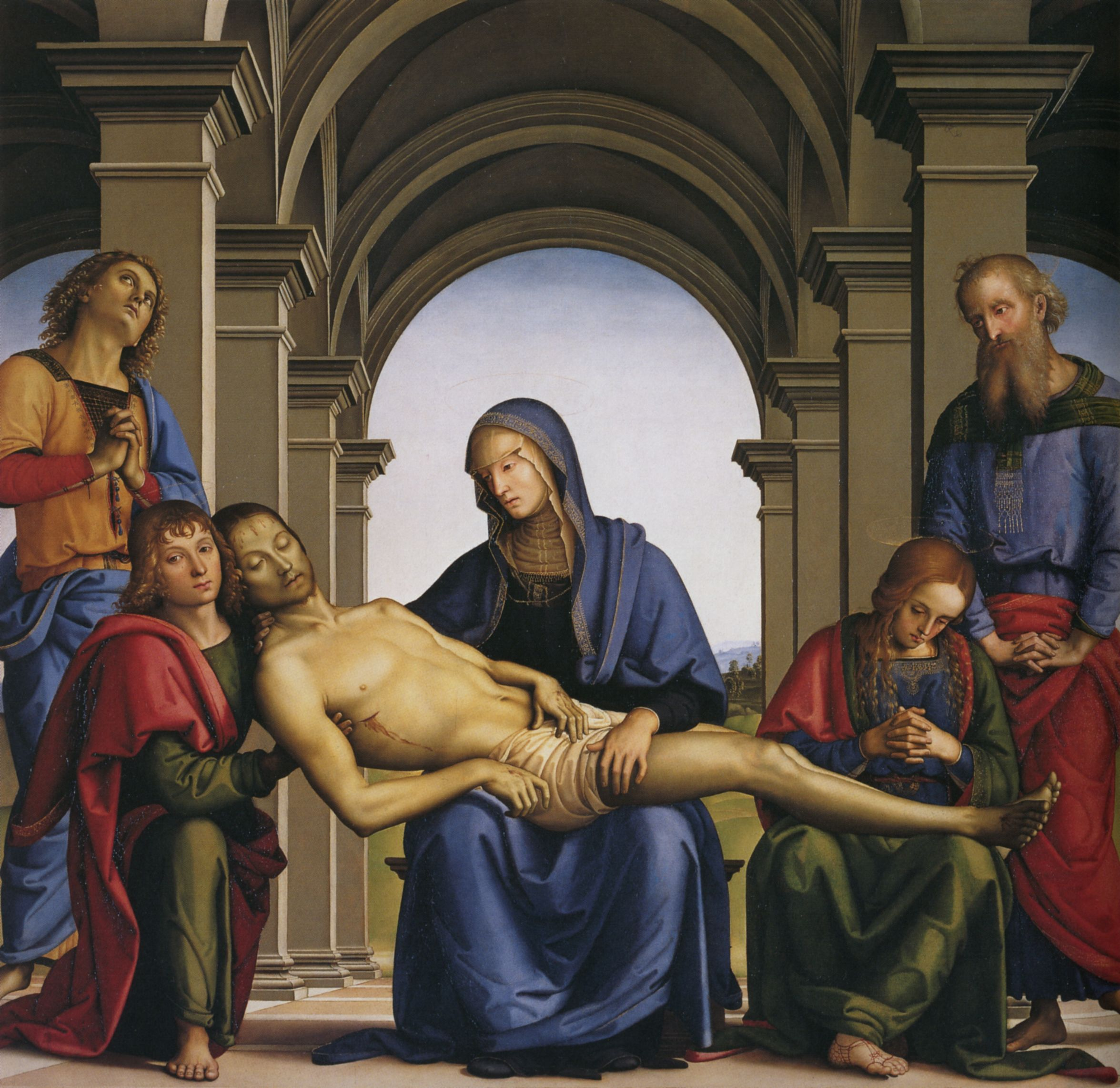
Tabloul „Pietà”, de Pietro Perugino, de la Galeria Uffizi din Florența
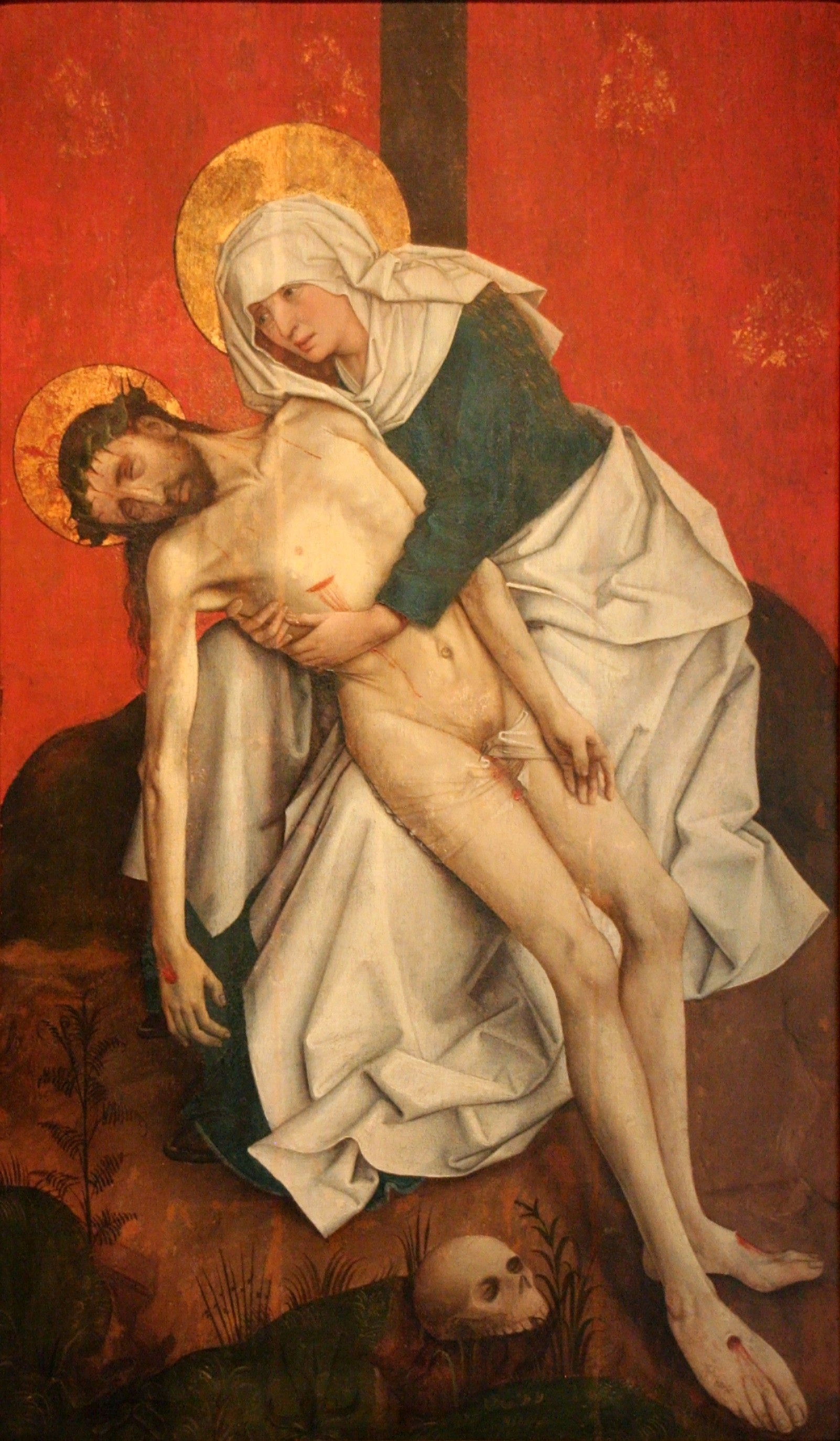
Tabloul „Pietà”, de Rogier van der Weyden